# Comptoir des Cotonniers
Pour les articles homonymes, voir Comptoir (homonymie).
Comptoir des Cotonniers est une entreprise et une marque française de prêt-à-porter haut de gamme créée en 1995 par le groupe de confection Nelson, basé à Castelginest (près de Toulouse).
Depuis juin 2005, elle est filiale du groupe japonais Fast Retailing.

## Implantations
En 2015 la marque comptait 374 boutiques dont 227 en France, 93 autres en Europe, 46 au Japon et en Asie et 8 aux États-Unis. En début d'année 2016, le groupe Fast Retailling a décidé de fermer toutes ses boutiques à New York. 
En 2019 la société possède 95 établissements actifs en France. 
Début mars 2021, il est annoncé que la direction envisage la fermeture de 74 points de vente en France et la suppression de 217 postes. Au total, ces fermetures impacteraient près de la moitié des salariés en France. La CGT dénonce des " choix de gestion inadaptés " ayant mené à cette situation. 
En juin 2023, Fast Retailing annonce la suppression de 28 magasins sur les 67 que compte le groupe en France avec la suppression de 101 postes sur 272 employés à CDI.
En juin 2025, Comptoir des cotonniers annonce en parallèle de Princesse Tam-Tam, également détenu par Fast Retailing, leur mise en redressement judicaire.

## Direction artistique

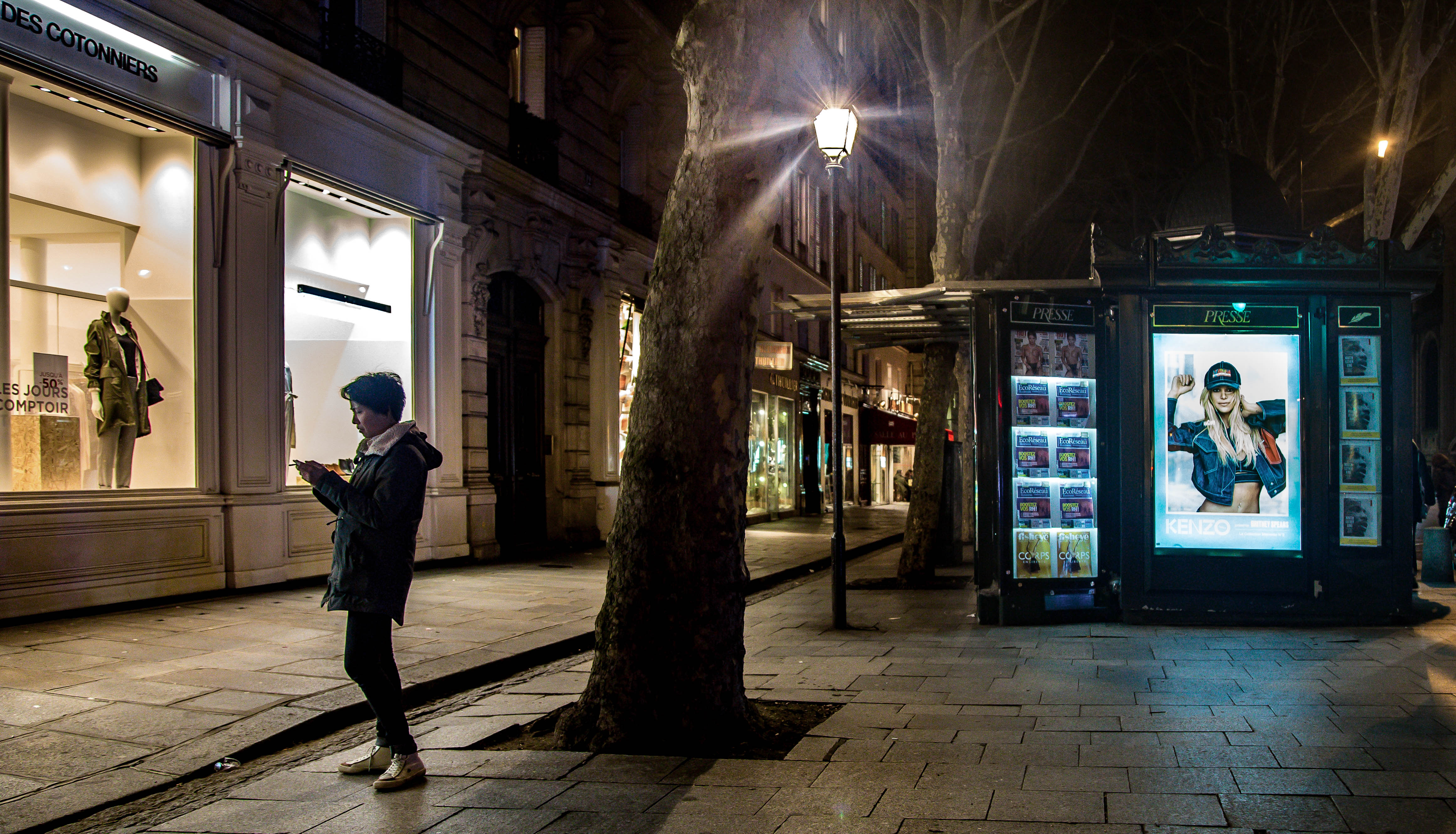
Comptoir des cotonniers, 12 Place Saint-Sulpice, Paris, France.

En 2015 Anne Valérie Hash est officiellement nommée directrice de la création de Comptoir des Cotonniers et succède à Amélie Gillier (qui avait été débauchée en février 2013 du Studio Kenzo). En 2016, Anne Valérie Hash quitte Comptoir des Cotonniers,. 